# Os Trapalhões no Reino da Fantasia
Os Trapalhões no Reino da Fantasia é um filme brasileiro de 1985, do gênero comédia infantil, dirigido por Dedé Santana e estrelado pela trupe humorística Os Trapalhões. O filme combina o uso de live-action e animação tradicional. As partes em animação foram criadas e realizadas nos Estúdios Mauricio de Sousa. Renato Aragão Produções e Mauricio de Sousa Produções foram os produtores do filme.

## Sinopse
Os Trapalhões fazem um espetáculo em benefício de um orfanato dirigido por Irmã Maria (Xuxa Meneghel), que enfrenta dificuldades financeiras. Enquanto realizam o espetáculo, o dinheiro dos ingressos é roubado. Didi, Dedé e Irmã Maria perseguem os bandidos, enquanto Mussum e Zacarias continuam com o show. Os três vão para no mundo de Beto Carrero, onde é recriado o cenário do velho Oeste norte americano. O filme também possui uma sequência de 20 minutos de desenho animado dos Trapalhões, produzido nos Estúdios de Mauricio de Sousa.

## Produção
As cenas de faroeste, com a participação de Beto Carrero, foram gravadas no antigo Parque da Santur, em Balneário Camboriú, no litoral de Santa Catarina, onde Beto possuía uma vila faroeste com sua tradicional carruagem ao centro, e onde fazia seus shows, sendo este o "embrião" do Beto Carrero World, em Penha, no mesmo estado. Um outro set de filmagem usou como cenário a famosa estrada para a Praia de Laranjeiras também em Balneário Camboriú, ainda sem o asfalto, e no tradicional Bairro da Barra. Além de cenas pelo centro de Blumenau, onde Beto Carrero vivia na época, e com a cidade recentemente reconstruída após as catástrofes de 1983 e 84. O desenho animado foi criado, realizado e produzido por Estúdios Mauricio de Sousa.

## Repercussão
Com a repercussão do filme, o número de visitantes no dito parque aumentou muito, colocando-o como ponto obrigatório no roteiro turístico de SC. O Parque manteve seu grande sucesso até meados dos anos 90. Com a saída de Beto Carrero dali para o atual parque temático de Penha, e desinteresse do Governo do Estado de SC (proprietário do local) em investir mais nele, o parque se declinou. Os brinquedos foram se desinstalando e ficando abandonados (recentemente, o que restou foi demolido), o seu pavilhão, antes palco de grandes eventos e shows, raramente passou a ser usado e hoje apresenta alguns sinais de abandono, e o Zoológico e Museu, embora ainda estejam ativos, não possuem mais o mesmo vigor do passado. Apesar disso, existem vários projetos por parte da Prefeitura de Balneário Camboriú (a municipalidade reivindica a posse da área) para revitalizar o Zoo e o Museu Etnográfico, e erguer no local um complexo multiúso de eventos.

## Recepção
Robledo Milani em sua crítica para o Papo de Cinema escreveu: "Com esse roteiro que mais parece uma colcha de retalhos e a direção fraca de Dedé Santana, preocupado apenas em repetir velhas piadas ao invés de proporcionar algo novo a uma audiência que até então era cativa, Os Trapalhões no Reino da Fantasia teve um dos piores desempenhos de bilheteria das produções do grupo naquele período – ainda que tenha somado quase 2 milhões de espectadores. Mesmo assim, foi suficiente para seguirem repetindo tais duvidosas parcerias (...) Se ao menos serviu para dar uma folga ao público, para qualquer espectador mais atento revelou algo mais grave: o esgotamento de uma fórmula que, infelizmente, teria poucos suspiros originais a oferecer nos anos seguintes."

## Elenco
- Renato Aragão .... Didi
- Dedé Santana .... Dedé
- Mussum .... Mussum
- Zacarias .... Zacarias
- Xuxa Meneghel .... Irmã Maria
- Maurício do Valle .... Líder dos bandidos
- Ataíde Arcoverde .... Nico
- Beto Carrero .... Ele mesmo
- Antônio Duarte
- Celso Magno Filho
- José Vasconcellos .... Bruxo (voz)
- Luiz Viana
- Aimée Santana
- Duda Villaverde
- Daniel de Assis Trindade
- Luana de Assis Trindade